# راینر استرنال

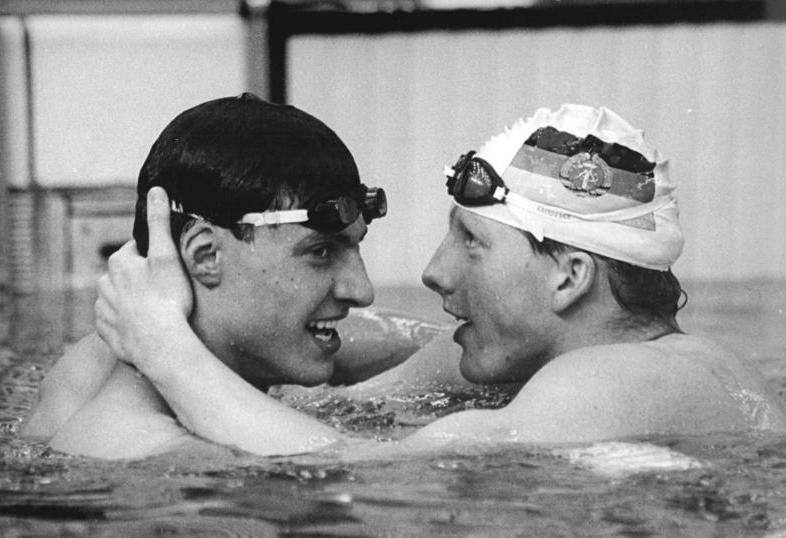
راینر استرنال (با کلاه شنا)

راینر استرنال (به انگلیسی: Rainer Sternal) (زادهٔ) شناگر اهل آلمان است.